# Casey Borer
Casey Patrick Borer (* 28. Juli 1985 in Minneapolis, Minnesota) ist ein US-amerikanischer Eishockeyspieler, der zuletzt beim EC Bad Tölz in der DEL2 unter Vertrag stand.

## Karriere
Der 1,88 m große Verteidiger spielte zunächst im USA Hockey National Team Development Program des US-amerikanischen Eishockeyverbandes, während seiner Collegezeit stand er für die St. Cloud State University in der WCHA, einer Liga im Spielbetrieb der National Collegiate Athletic Association, auf dem Eis. Zwei Jahre lang war er dabei Kapitän der Universitätsmannschaft. Beim NHL Entry Draft 2004 wurde der Linksschütze schließlich als 69. in der dritten Runde von den Carolina Hurricanes ausgewählt (gedraftet).
Zunächst spielte Borer für die Albany River Rats, ein Farmteam der Hurricanes in der AHL, seine ersten NHL-Einsätze für das Franchise aus Carolina bestritt er in der Saison 2007/08: Am 2. Januar 2008 wurde der Abwehrspieler für den verletzten Bret Hedican in den NHL Kader der Hurricanes berufen. Gegen die Atlanta Thrashers gab Borer am selben Tag NHL-Debüt, zwei Tage später erzielte er in der nächsten Partie gegen die Thrashers sein erstes Tor in der höchsten nordamerikanischen Profiliga.
Nach der Wiedergenesung von Hedican kehrte Casey Borer am 21. Februar 2008 in den Kader der River Rats zurück. Bis 2011 spielte er für die Farmteams der Hurricanes in der AHL und kam dabei nur noch zu wenigen Einsätzen in der NHL.
Im August 2011 wurde Borer vom HC Pardubice  aus der tschechischen Extraliga verpflichtet, nachdem einen Tag zuvor Josef Melichar seine Karriere kurzfristig beendet hatte. Am 9. Mai 2012 gab Borer sein Wechsel nach Deutschland zu den Nürnberg Ice Tigers bekannt. Im Juli 2013 unterzeichnete der US-Amerikaner einen Zweijahresvertrag bei den Eisbären Berlin. Nach Ablauf dessen kehrte er für eine Saison (2015/16) nach Nürnberg zurück.
Im August 2016 gab der japanische Verein Nippon Paper Cranes aus der Asienliga Borers Verpflichtung bekannt. Am 17. Januar 2018 kehrte er zurück nach Deutschland, diesmal in die DEL2 zu den Tölzer Löwen.

### International
Für die US-Juniorennationalmannschaften bestritt Borer U18-Weltmeisterschaft 2003 sowie die U20-WM 2005, bei denen das Team USA jeweils den vierten Platz belegte.

## Erfolge und Auszeichnungen
- 2010 Fred T. Hunt Memorial Award
- 2012 Tschechischer Meister mit dem HC Pardubice

## Karrierestatistik
(Legende zur Spielerstatistik: Sp oder GP = absolvierte Spiele; T oder G = erzielte Tore; V oder A = erzielte Assists; Pkt oder Pts = erzielte Scorerpunkte; SM oder PIM = erhaltene Strafminuten; +/− = Plus/Minus-Bilanz; PP = erzielte Überzahltore; SH = erzielte Unterzahltore; GW = erzielte Siegtore; 1 Play-downs/Relegation; Kursiv: Statistik nicht vollständig)